# ISISちゃん
ISISちゃん（アイシスちゃん、ISIS-chan）は、ISISによる日本人拘束事件を受けて2015年に日本のサイト上で発案された、日本の萌えキャラクター。ISISちゃんは一定のガイドラインに従って作成されるものであり、アンチISISであるがアンチイスラムではない。

## 背景
ISISちゃんは2015年1月に起きたイスラム過激派組織ISISによる日本人人質の身代金を要求した事件に対抗するため、ISISの広報活動を妨害することを目的に日本のサイト2ちゃんねる上に同月登場する。事件当時、SNSでは「クソコラグランプリ」と称しコラージュ画像の出来を競い合う事態に発展しISISの誘拐犯などを画像編集ソフトウェアでアニメなどに加工した数万件の画像が投稿されるなど盛り上がりを見せていた。

## 手法と効果
その妨害方法はISISの発信を乗っ取り、可愛らしい女の子の画像に置き換えるというものであり、検索の上位を占めるよういわゆるグーグル爆弾の手法を用いている。ISISをオンラインで検索しても過激派のプロパガンダサイトではなく、埋め尽くされている可愛らしいアニメ風の女の子のサイトにたどり着いてしまうことになる。また、可愛らしいキャラクターによってISISをより恐くなく、より馬鹿げたものにしてしまおうとする意図もある。
このISISちゃんを用いた運動はアメリカやイギリスによって既に行われていたISISに対するソーシャルメディア戦争に新たに参戦するものとなった。
ISISちゃんは日本だけではなく日本アニメ愛好家を中心にアジア、アメリカ、ヨーロッパで広がりを見せている。
2015年7月、Googleの上級幹部はISISのプロパガンダを止めるためのカウンターメッセージを増加させることを訴えている。この訴えについてフォーチュンのジェフ・ジョン・ロバーツはISISちゃんを示唆したものであると報じている。2015年7月までに世界から3,000の画像が投稿されており、9万人が参加している。ISISちゃんは数千に上る画像を通じてすでに反ISISの情報伝達スタイルとしてポピュラーなものとなっている。
アノニマスによって750以上に上るイスラム国支援者とおぼしきTwitterアカウントリストが作成された際には、イスラム国を支援するTwitterに対し「ISISちゃん」の画像を大量に送りつけるなどして、イスラム国の広報活動を妨害しアカウントの休止、退会に追い込む効果を及ぼしている。また、アノニマスは「ISIS」、「ISIL」、「Islamic state」、「Daesh」のGoogle検索結果を馬鹿げたものにするためにISISちゃんの作成とソーシャルメディアにおける拡散を支援している。
BBCやCNN、タイのVOICE21TVによってISISちゃんによる反ISIS運動が報じられると他のメディアでも追随報道がなされている。また、中東メディアアルバワバ（英語版）は日本のハクティビストによってISISちゃんのTwitterアカウントが作成され、過激派組織を検索すると可愛らしいアニメに取って代わることによりISISのプロパガンダを阻止するものであると紹介している。なお、BBCがアノニマスによる投稿について報じていることについて、安藤健二は日本のネットユーザーが再取得する「ISISchan 爆撃bot」プロジェクトによってISISちゃんの投稿で埋め尽くしたものであるとしている。

## デザイン
- 19歳の女の子[1][8]。
- 緑色の瞳をもつ[1][8][9][4]。
- 緑色の髪をもつ[4]。

ISISちゃんはカットメロンをナイフとともに手にすることが多い。

- テロリストたちと同じ黒い服に身を包んでいる（一部に黒いブルカとあるが男装の独自女体化であり誤報である）"a skimpy black jihadi outfit"[1][8][9][4][15][18]。
- 暴力が大嫌い[15]。
- メロンが好物[8][9]。
- メロンを食べるためのナイフを手にしていることもある[1][8][9]。
- 手にするナイフはコンバットナイフであるがメロンを食べるためにしか使わない[4]（ナイフの本当の使い方を昏迷しているISISの人たちに教えるためであるとしている[4]）。
- ISISの活動を止めるとともにメロンを可能な限り集めることを使命としている[5]。

## ガイドライン
ISISちゃんを描く際には守るべき決まりごとが設定されている。主なものは以下のとおり。
- イスラムを侮辱しないこと[5][13][14]。
- コーラン、アッラー、ムハンマドを使用しないこと[5][13][14]。
- 人質への配慮を忘れない[5][13]。
- 流血の禁止[5][13][14]。
- ポルノの禁止[5][13][14]。